# Cumberland Island
Cumberland Island – jedna z wysp barierowych należących do Sea Islands, leżąca u wybrzeży Georgii w hrabstwie Camden. Leży kilka km na południe od Jekyll Island i około 10 km na wschód od St. Marys. Wyspa ma 29 km długości i od 0,6 do 4,1 km szerokości. Od 1972 roku jest obszarem chronionym prawem federalnym jako United States national seashores.

## Historia
Wyspa była zamieszkana lub co najmniej odwiedzana przez Indian około 2000 lat p.n.e. Wtedy to wybrzeże było już gęsto zaludnione, głównie przez Indian należących do rodziny językowej Timucua. Wyspa stanowiła źródło pożywienia ze względu na obfitość ostryg, krabów i ryb, ale także niedźwiedzi i jeleni.
W 1566 roku na wyspę przybyli Hiszpanie, którzy nazwali ją San Pedro. W ramach kolonii Floryda założyli misję, mającą na celu nawracanie Indian Mocama i Timucua oraz postawili garnizon San Pedro de Mocama. Misja działała w latach 1587–1660. Oprócz tego z czasem powstały na wyspie jeszcze dwie misje – Puturiba, działająca w latach 1595–1597 oraz San Phelipe, położona na północy wyspy w latach 1670–1684.
Hiszpanie stopniowo wycofali się z tego rejonu, a gdy w 1763 roku sprzedali Florydę Brytyjczykom opuścili tereny całkowicie. W roku 1730 twórca kolonii Georgia (1732-1777), generał James Edward Oglethorpe założył na przeciwległych stronach wyspy dwa forty obronne. On też na cześć Williama Augustusa Diuka de Cumberland zmienił nazwę wyspy na obowiązującą do dzisiaj. W 1750 roku na wyspę dotarli plantatorzy wykorzystujący niewolników, których posiadanie było wtedy ograniczone do wybrzeża. Plantacje działały aż do momentu zniesienia niewolnictwa w 1763 roku.
W 1783 roku amerykański bohater wojny o niepodległość Stanów Zjednoczonych Nathanael Greene wraz z żoną kupili wyspę. Zbudowali oni posiadłość o nazwie Dungeness, której ruiny istnieją do dzisiaj i są objęte ochroną jako należące do National Register of Historic Places. W tym samym roku ścięli pierwsze dęby wirginijskie na wyspie, a pozyskane z nich drewno posłużyło do zbudowania pływającej do dziś fregaty USS Constitution.

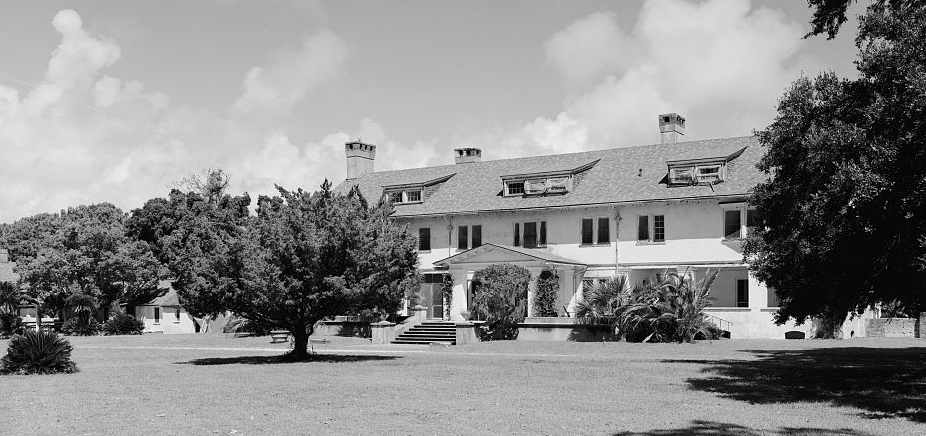
Budynek Stafford Plantation

W 1880 Thomas M. Carnegie, brat amerykańskiego przemysłowca Andrew Carnegie, oraz jego żona Lucy kupili teren na Cumberland Island, aby mieć posiadłość do spędzania zim. Zbudowali oni szereg budynków, z których najbardziej okazały był Dungeness, będący 59-pokojowym budynkiem o architekturze szkockiego zamku. Ponadto zbudowali 40 innych budynków dla 200 osobowej służby, basen i pole golfowe. Rodzina Carnegie mieszkała na wyspie do zakończenia wielkiego kryzysu (1933 rok), jaki miał miejsce po wielkim krachu na Wall Street w 1929 roku. Do rodziny Carnegiech należało wtedy 90% powierzchni wyspy. Nieliczni potomkowie rodziny żyją na wyspie do dziś. Jeden z budynków zbudowany przez Lucy Carnegie, nazywany Plum Orchard został w 1971 roku przekazany do fundacji parków narodowych USA (National Park Foundation) na poczet zakładanego Narodowego terenu nadbrzeżnego Cumberland Island. Budynek Plum Orchard, podobnie jak Stafford Plantation także znajduje się na liście National Register of Historic Places.

## Cumberland Island National Seashore
W 1972 roku, ze względu na unikalne walory geograficzne, przyrodnicze i dziedzictwa kulturowego utworzono na wyspie rezerwat chroniony o statusie narodowego terenu nadbrzeżnego (Cumberland Island National Seashore), będącego pod opieką National Park Service. Do obszaru chronionego należy także częściowo przyległy teren, a szczególnie mokradła słone leżące po zachodniej stronie wyspy.

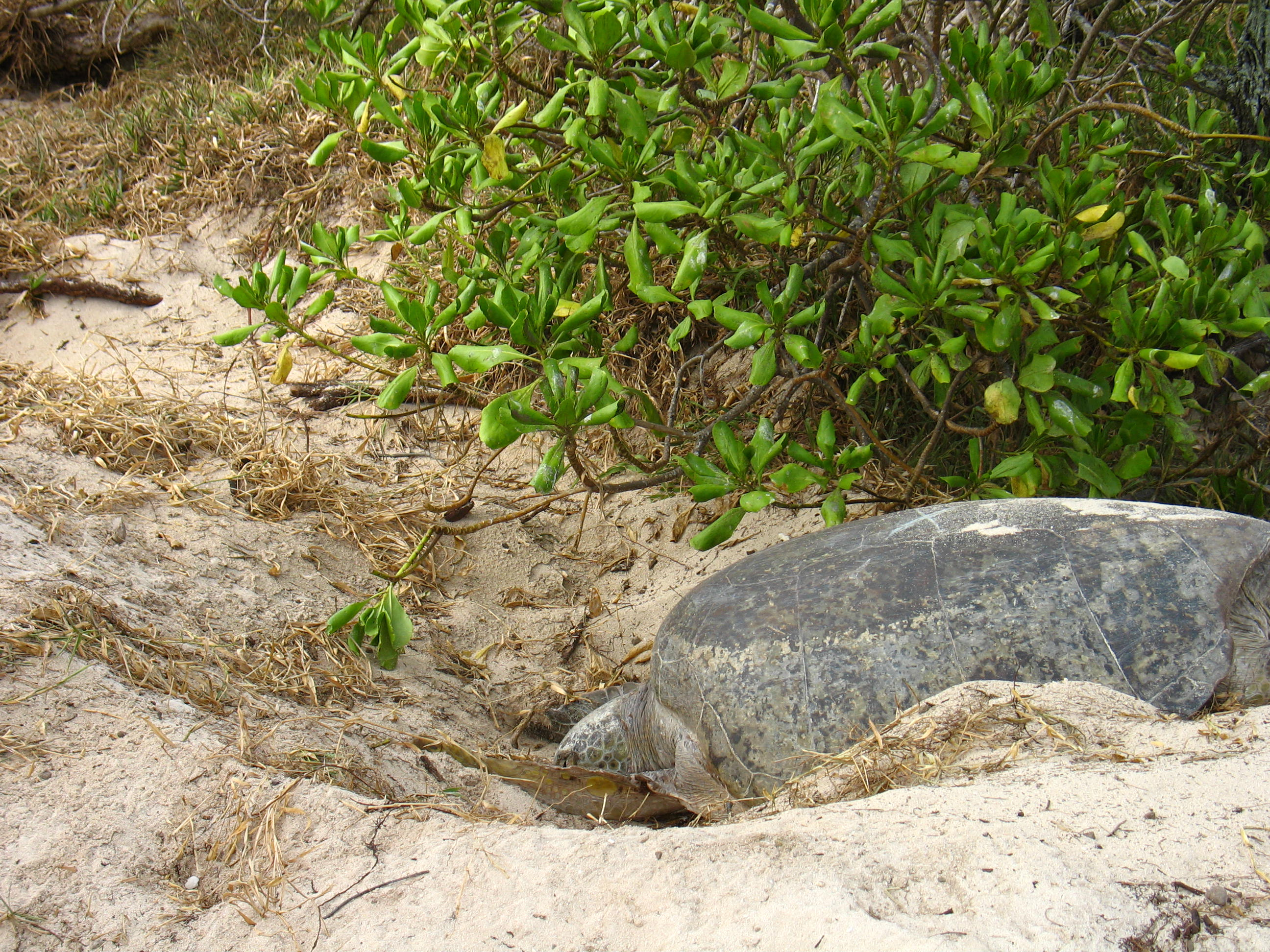
Żółw Karetta przygotowujący się do złożenia jaj

Na plażach wyspy położonych od strony oceanu corocznie składają jaja żółwie morskie z zagrożonego wymarciem gatunku Karetta. Od strony otwartego oceanu, szczególnie w pobliżu głębi znajdującej się przy północnym krańcu wyspy można zaobserwować rekiny, których ataki na kąpiących się ludzi zdarzyły się w historii dwukrotnie.
Na wyspie natomiast spotkać można zdziczałe konie, żyjące pojedynczo i w niewielkich stadach. Z innych ssaków dosyć powszechnie występują na wyspie szopy pracze, wiewiórki szare, pancerniki oraz zdziczałe świnie, będące potomkami zwierząt hodowanych w XVII i XVIII wieku.
Wyspa jest ostoją zimową oraz miejscem lęgowym licznych gatunków ptaków. Wielu turystów-ornitologów amatorów uzbrojonych w lornetki przyjeżdża corocznie na wyspę o różnych porach tylko po to, by zaobserwować migrujące lub mieszkające tam ptaki. Do ciekawych gatunków należą między innymi znajdujący się na Wielkiej Pieczęci Stanów Zjednoczonych bielik amerykański. Ponadto można zaobserwować rybołowy amerykańskie, dzięciury krasnogłowe, puchacze wirginijskie i dużą populację dzikich indyków. Jest to także teren lęgowy wielu ptaków morskich oraz niezliczonych drobnych ptaków śpiewających z rzędu wróblowych.

## Wizyta na wyspie
Dostęp do wyspy jest możliwy wyłącznie promem, który odchodzi z miejscowości St. Marys. Czas podróży w jedną stronę wynosi około 45 min. Częstotliwość kursowania zależy od dnia tygodnia i od pory roku. Opłata za przewóz w obie strony wynosi od  30 do 40 USD, w zależności od posiadanych uprawnień do zniżek (grudzień 2024). Oprócz opłaty za podróż płaci się także za wstęp na teren parku. Bilet kosztuje 15 USD (grudzień 2024) i jest ważny przez 7 dni. Na wyspie jest ponad 80 km szlaków pieszych, jedno pole campingowe z pełnym wyposażeniem i kilka z prymitywnym.